# Natuurbranden in Hawaï 2023

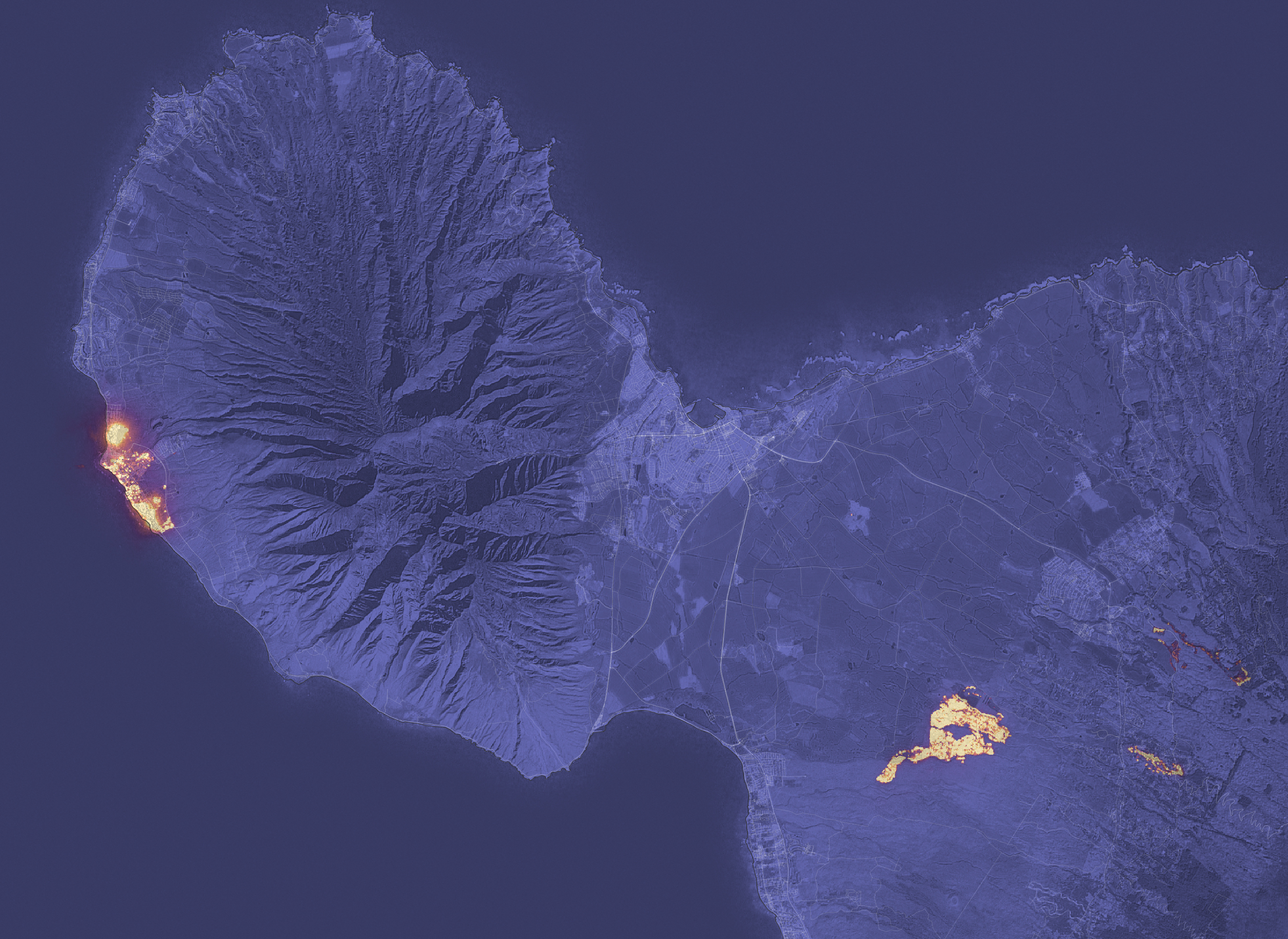
Infraroodbeeld van de natuurbranden op 8 augustus, links de stad Lahaina

In augustus 2023 woedden hevige en dodelijke natuurbranden in Hawaï. Gebieden in het zuidwesten van het eiland Maui werden voor een deel verwoest. Het was de grootste en dodelijkste natuurramp in de geschiedenis van de Amerikaanse staat Hawaï (sinds 1959; bij een uitbarsting van de Kīlauea in november 1790 vielen meer dan 400 doden). Het was ook de dodelijkste natuurbrand in de Verenigde Staten sinds de Cloquetbrand in oktober 1918 in Minnesota waarbij 453 doden vielen.

## Natuurbranden op Maui
Op 8 augustus 2023 ontstonden natuurbranden op verscheidene plaatsen van het Hawaïaanse eiland Maui. De branden werden mogelijk veroorzaakt door het omvallen van houten palen van ongeïsoleerde hoogspanningsleidingen, als gevolg van harde wind.
Vooral in het toeristische West-Maui en een bergachtige zone in het binnenland woedden zware branden. Door een flitsdroogte ontstond een combinatie van een uitgedroogde vegetatie (vooral  invasieve grassen zoals Megathyrsus maximus, Melinis minutiflora en buffelgras), lage luchtvochtigheid en hevige windsnelheden tot 100 km/u, veroorzaakt door een hogedrukgebied ten noorden van Hawaï en de categorie 4 orkaan Dora enkele honderden km ten zuiden van de eilanden. Daardoor konden de natuurbranden zich heel snel verspreiden. Het getroffen gebied bevindt zich in de regenschaduw van de Mauna Kahalawai ten gevolge van de overheersende noordoostpassaat in de Grote Oceaan.
De 18e-eeuws historische kuststad Lahaina met zijn verouderde infrastructuur en houten huizen in het historische centrum werd zwaar getroffen. Meer dan 2700 huizen gingen verloren. De gouverneur van Hawaï schatte de schade op zo'n 5,1 miljard euro. Zo'n 11.000 mensen in het westen van Maui zaten zonder stroom. Telefoonlijnen en de internetverbinding waren uitgevallen. Tienduizenden inwoners en toeristen waren genoodzaakt het eiland te verlaten. Velen werden verrast door de hoge snelheid van de branden. Sommigen doken in zee om aan de vlammen te ontsnappen. Honderden mensen raakten vermist. De ziekenhuizen werden overspoeld met patiënten met brandwonden en ademhalingsproblemen. Minstens 97 mensen lieten het leven. Op 17 september werden nog 31 mensen vermist. Daarmee was de brand op Maui op dat moment de dodelijkste natuurbrand in ruim honderd jaar in de Verenigde Staten.
De Amerikaanse president Joe Biden riep de ramptoestand af zodat federale rampendienst FEMA hulp kon bieden met onder meer reddingswerkers. Vier opvangcentra werden ingericht voor vluchtelingen. De Amerikaanse kustwacht en marine werden ook ingezet. Andere Amerikaanse staten stuurden hulp. Het Amerikaanse volk stuurde hulpgoederen en gaf donaties.
Ongeveer vier dagen later waren de meeste branden rond Lahaina en twee andere plaatsen op Maui geblust, ondanks het beperkt aantal brandweerlieden.
Het hoofd van het Bureau voor Rampenbestrijding van Maui, Herman Andaya, kreeg veel kritiek dat hij het lokale sirenesysteem niet had gebruikt om de bewoners van Lahaina te waarschuwen voor de snel oplaaiende branden. Hij verdedigde zich met de stelling dat het systeem enkel dient om te waarschuwen voor opkomende tsunami's en het de bevolking had kunnen misleiden te vluchten in de verkeerde richting naar de vuurhaarden toe. Daarnaast werden wel waarschuwingsberichten op radio en televisie uitgezonden en verstuurd naar de mobiele telefoons van de lokale bevolking. Toch nam hij op 18 augustus ontslag, officieel wegens gezondheidsredenen.